# أرلو باركس
أرلو باركس هو مغني وكاتب أغاني بريطاني ولد في 9 أغسطس 2000.

## روابط خارجية
أرلو باركس على موقع ميوزك برينز (الإنجليزية)
- أرلو باركس على موقع أول ميوزيك (الإنجليزية)
- أرلو باركس على موقع ديسكوغز (الإنجليزية)